# Odolo
Odolo ist eine norditalienische Gemeinde (comune) mit 1888 Einwohnern (Stand 31. Dezember 2023) im Val Sabbia der Provinz Brescia in der Lombardei. Die Gemeinde liegt etwa 22 Kilometer nordöstlich von Brescia im Valle Sabbia und gehört zur Comunità Montana della Valle Sabbia.

## Geschichte
Als corte di Audalvico wird der Ort zwischen 876 und 906 erwähnt.